# متعددة حدود مثلثية
كثيرة حدود مثلثية هي تركيبة خطية منتهية (أي بطول محدد) للدوال المثلثية  sin(nx) و  cos(nx) حيث n هو عدد طبيعي. لحصول على نتيجة ذات قيمة حقيقية، تكون المعاملات حقيقية. عند استعمال المعاملات المركبة فنحن بصدد التعامل مع سلاسل فورييه.
تستعمل كثيرات الحدود المثلثية بكثرة. مثلا الاستيفاء المثلثي الذي يطبق على الدوال الدورية.

## التعريف
كل دالة T من الشكل :
{\displaystyle T(x)=a_{0}+\sum _{n=1}^{N}a_{n}\cos(nx)+\mathrm {i} \sum _{n=0}^{N}b_{n}\sin(nx)\qquad (x\in \mathbf {R} )}
مع
an, bn
من المجموعة C (مجموعة الأعداد المركبة) من أجل  0≤n≤N
تدعى كثيرة حدود مثلثية مركبة من الدرجة N (Rudin 1987, p. 88). باستعمال صيغة أويلر،
كثيرة الحدود تكتب :
{\displaystyle T(x)=\sum _{n=-N}^{N}c_{n}\mathrm {e} ^{\mathrm {i} nx}\qquad (x\in \mathbf {R} ).}
و بالمقابل، إذا كان
an, bn من المجموعة R (مجموعة الأعداد الحقيقية)،  0≤n≤N و aN ≠ 0 أو bN ≠ 0 فإنه
{\displaystyle t(x)=a_{0}+\sum _{n=1}^{N}a_{n}\cos(nx)+\sum _{n=1}^{N}b_{n}\sin(nx)\qquad (x\in \mathbf {R} )}
تدعى كثيرة حدود مثلثية حقيقية من الدرجة N انظر (Powell 1981, p. 150).